# Bravo Airlines
Bravo Airlines war eine spanische Fluggesellschaft mit Sitz in Madrid.

## Geschichte
Das Unternehmen wurde 2004 gegründet und nahm den Flugbetrieb im Mai 2006 auf. Das Hauptziel war, Verbindungen zwischen Europa und Afrika zu eröffnen und mit der Tochtergesellschaft Bravo Air Congo regionale Ziele in Afrika anzufliegen. Bravo Airlines beschäftigte 400 Mitarbeiter. Nachdem die Tochtergesellschaft Ende 2007 Konkurs anmeldete, konzentrierte sich Bravo Airlines auf das Wet-Leasing ihrer Boeing 767-200 an andere Fluggesellschaften. Diese Maschine wurde aber am 30. Oktober 2008 dem Eigentümer ILFC wieder zurückgegeben, sodass Bravo Airlines seitdem kein Flugzeug mehr besitzt und somit den Betrieb eingestellt hat.

## Flugziele
Sie bediente von Brüssel und Madrid (über Paris), den afrikanischen Kontinent. Die Ziele in Afrika waren überwiegend im Südwesten (von Angola bis Benin), sowie die Flughäfen Johannesburg (JNB) im Süden und Nairobi (NBO) im Osten. Die meisten Flüge fanden jedoch in die Demokratische Republik Kongo statt. Anfang 2008 beendete man den eigenen Flugbetrieb und verleaste stattdessen die einzige Boeing 767-200 an andere Fluggesellschaften.

## Flotte
Bravo Airlines besaß eine Boeing 767-200, die zuletzt an Air Ivoire verleast wurde.